# René Bouvard
Pour les articles homonymes, voir Bouvard.
 (mars 2012).
Si vous disposez d'ouvrages ou d'articles de référence ou si vous connaissez des sites web de qualité traitant du thème abordé ici, merci de compléter l'article en donnant les références utiles à sa vérifiabilité et en les liant à la section « Notes et références ».
Ernest René Bouvard (Paris 12e, 13 mai 1910 - Le Perreux-sur-Marne, 13 décembre 2008) est un graphiste, illustrateur et affichiste français.

## Biographie

### Les années Art déco: formation et premiers studios
Après ses études élémentaires, Ernest Bouvard passe avec succès le concours d'entrée à l'École supérieure des arts et industries graphiques Estienne, à Paris, qu'il intègre en 1926. Il y suit une formation de graveur sur bois et d'illustrateur parallèlement à des cours d'histoire de l'art (histoire de l'écriture avant l'imprimerie) et de la musique à l'École des arts appliqués. Parmi ses maîtres figurent Roger de Valerio, George Auriol (arts), Maurice Emmanuel (musique) et le sculpteur Henri Arnold. Parmi ses condisciples se trouvent alors Robert Doisneau, Albert Decaris, Louis Solas, Raymond Peynet…
À l'issue de ses études, ses compétences en matière de techniques de gravure et d'illustration l'amènent à travailler dès 1928 en tant que maquettiste d'édition pour différentes agences de publicité parisienne.
- 1928-1930 : Société nouvelle de publicité (Femina) puis Havas.
- 1930-1931 : Éditions Tolmer (du nom de son fondateur Alfred Tolmer).
- 1932-juin 1934 : après son service militaire, René Bouvard intègre l'agence d'édition publicitaire Devambez où, sous la direction de Roger de Valerio, il réalise son premier travail pour la Compagnie générale transatlantique. Il y a des contacts fréquents avec Albert Sébille qui travaille autour du futur paquebot Normandie. Une compagnie maritime et un paquebot qui tiendront tous deux ultérieurement une grande place dans sa vie.
- 1934-1935 : Éditions Perceval puis Maquet. En tant que graphiste indépendant, il réalise des travaux pour la SNCF, Air France, le magazine L'Auto, Simca, les almanachs Citroën…
- 1936 : c'est sur le paquebot Normandie que René Bouvard part à New York fin 1935, les États-Unis étant alors terre d'opportunités… René Bouvard collabore alors au Saturday Evening Post de Philadelphie, mais la guerre d'´Éthiopie abrège l'aventure et le contraint à revenir en France (rappel des classes).
- 1937-1939 : Éditions Perceval, La Cible. Travaux pour le journal Vu, Air France et la SNCF. Réalisation de billets pour la Loterie nationale. Début de collaboration avec la Compagnie générale transatlantique (brochure du 75e anniversaire de la Compagnie…). René Bouvard remplace alors le responsable artistique de la publicité Jean Auvigne et conçoit le plan de la dernière vitrine publicitaire pour le paquebot Normandie à l'agence parisienne de la rue Auber, en août 1939.
- Puis vint la guerre… Jusqu'en 1945, René Bouvard réalise des petits travaux d'illustration pour la Loterie nationale et des bons administratifs ainsi qu'une illustration de textes de Pierre Mac Orlan et Roger Vercel.
- Dès 1946, René Bouvard consacre à nouveau une partie de son activité à la Compagnie générale transatlantique, pour laquelle il élabore des brochures publicitaires pour les paquebots De Grasse et Île-de-France, etc. Il rejoint définitivement la société en 1949 en tant qu'adjoint au chef de la publicité (ancien service des Éditions de l'Atlantique avant-guerre) avant d'en devenir plus tard le chef du studio publicitaire.

### Les années maritimes: la Compagnie générale transatlantique
Durant sa carrière à la Compagnie générale transatlantique, René Bouvard participa aux campagnes publicitaires des voyages des grands paquebots de la compagnie (Liberté, Flandre, Antilles, France…), il créa des affiches, des étiquettes de bagages, des dépliants publicitaires…
Il participa à l'organisation de grands événements commémoratifs tels que le centenaire de la Compagnie en 1955, ainsi qu'à la décoration, à bord des navires, de grandes croisières thématiques, plus particulièrement sur le paquebot France (Tour du Monde, Croisière impériale, Croisière de la Beauté…).
Il collabora également, de 1949 à 1983, au Journal de la Marine marchande, dont il signa certaines des couvertures.
Vers le milieu des années 1950, René Bouvard devint donc chef de l'atelier du service publicité de la Transat. Responsable de la création de tous les documents, il allait souvent à l'imprimerie Transat, rue de Charonne à Paris, pour superviser leur impression. Il avait sous ses ordres Michel Lezla (auteur des coupes d'Antilles et France) et André Laprée (dessinateur de lettres).
Tous les trois mois, René Bouvard mettait en page le Bulletin Transat, document d'information destiné aux chargeurs et clients de la Compagnie. Le point d'orgue du développement du journal fut le suivi de la construction du France puis son lancement le 11 mai 1960 en présence du général De Gaulle et qui fut l'objet d'un numéro spécial.
La mise en service fut aussi l'occasion pour René Bouvard de concevoir et de participer à la mise en place de bien des documents publicitaires pour le nouveau paquebot… Et même à la création d'un nouveau billet, format billet d'avion.
C'est aussi pendant cette riche période que René Bouvard signa une grande partie de ses plus belles œuvres (France sur nuit étoilée, marque-pages "cheminée", etc.).
L'atelier de dessin était alors « le » rendez-vous de tous les ships-lovers en quête d'information sur les paquebots et leur histoire… On y rencontrait des commandants (Le Huédé, Croisile, Traizet…) comme des artistes célèbres (Jean Mercier, Paul Colin…) qui venaient mettre au point avec René Bouvard l'exécution des commandes passées par la Transat (menus sur le thème des vieilles chansons françaises illustrées par Jean Mercier) par exemple…
Le centième anniversaire de la Compagnie, en 1955, fut pour lui l'occasion d'organiser moult cérémonies, conférences et expositions dans le cadre des célébrations qui verront l'édition d'un livre dont il assura l'illustration (cf. liste).

## Chronologie des créations
- 1950 : Campagne publicitaire pour les lignes nord-africaines (Marseille-Alger). Campagne photo au Havre avec Roland Bonnefoy autour du Liberté (ex-Europa. Organisation de la première « nuit de l'Atlantique » (suivie de neuf autres) à l'hôtel George-V (création de l'affiche, des dépliants…). Illustration de fond de page de la plaquette de L'Île-de-France. Dépliant pour French Line USA (Wisconsin, De Grasse, Oregon…). Conception des blasons d'étiquettes de bagages pour Île-de-France, Flandre et Antilles. Illustration de l'ex-libris réalisé pour les livres des bibliothèques de bord à l'occasion de la mise en service du paquebot Liberté.
- 1951 : illustration des plaquettes publicitaires "Circuits en Afrique du Nord et en Corse" (jusqu'en 1955).
- 1952 : cartes de vœux Antilles et Flandre. Affichette Voyage-Circuits-Croisières, saison 52-53.
- 1953 : programme du Gala de la mer. Programme du concert pour la croisière "Baltique" sur le paquebot De Grasse.
- 1955 : centenaire de la Compagnie générale transatlantique. Illustration du livre du centenaire : vignettes, cartes… Projet de timbre-poste pour l'événement. Illustration pour une brochure du Flandre. Maquette et couverture (avec un dessin d'Albert Brenet)du grand catalogue Antilles. Réalisation de l'affiche pour le même paquebot intitulée « C'est toujours fête à bord ». Réalisation du décor de la première version du calendrier perpétuel publicitaire en verre de la compagnie réalisé par A. Gerrer, à Mulhouse, en collaboration avec Michel Lezla (il y en aura trois versions). Couvre-livre pour la librairie Flammarion reprenant au verso l'affiche réalisée pour Antilles et au recto une décoration florale signée Cassandre.
- 1956 : illustration du programme du théâtre du paquebot Liberté avec sa scène "cheminée" (). Carte des Caraïbes dans le plan-coupe du paquebot Antilles.
- 1960 : illustration de couverture de la plaquette inaugurale du paquebot Napoléon affecté à la ligne vers la Corse. Lancement du paquebot France qui aura une grande importance dans sa carrière... Conception de la signalétique des plaques émaillées placées sur les wagons du Train de l'Atlantique, train spécial "Transat" menant de la gare de Paris Saint-Lazare au Havre. Création du fameux marque-pages France en forme de cheminée (). Réalisation du décor du plateau rectangulaire en résine décoré des paquebots de la compagnie, ainsi que l'illustration au recto d'un jeu de cartes.
- 1962 : décoration et mise en place de la succursale de Cockspur Street à Londres.
- 1963 : illustration du diplôme de franchissement du cercle polaire pour le paquebot Colombie
- 1964 : centenaire de la ligne de New York. Réalisation de l'exposition au Havre (brochures…).
- 1967 : un étonnante commande verra René Bouvard concevoir le design des cheminées des semi porte-conteneurs Suffren et Rochambeau. Aménagements décoratifs sur le Flandre et le France.
- 1968 : conception des dépliants horaires pour les lignes des Caraïbes (jusqu'en 1970).
- 1969 : créations pour la Croisière impériale du paquebot France (avril). Réalisation de l'affiche, des chemises porte-documents pour les passagers, maquette des programmes et menus à bord, installation des vitrines thématiques. À cette occasion, on présente un vrai bicorne de Napoléon.
- 1972-1974 : "Croisière de la Beauté" puis les deux "Croisières autour du Monde" du France (Tour du Monde I :5 janvier/2 avril 1972-Tour du Monde II : 4 janvier/ 11 avril 1974) le virent concevoir les documents publicitaires attachés à ces derniers grands événement du paquebot (programmes de soirées, étiquettes bagages, menus, etc.).

René Bouvard, passionné par les paquebots, et, en particulier par Normandie fut l'un des initiateurs de la conservation et de l’enrichissement des archives de la Transat et fit, par la suite, partie des fondateurs de l'Association des Amis des paquebots dont il a réalisé le logo officiel en 1979.
René Bouvard était officier du Mérite maritime.